# 安達魯西亞 (配音員)
安達魯西亞（アンダルシア，Andalusia）是日本男性聲優。主要為成人遊戲配音。

## 演出作品
粗體是主人公。

### 成人遊戲
2008年
- 11eyes -罪與罰與贖的少女-（田島賢久[1]）

2010年
- 我的女友不是人（高見澤累[2]）

2011年
- ‘&’-空の向こうで咲きますように-（管野孝[3]）
- 11eyes -Resona Forma-（田島賢久[4]）

2013年
- 大圖書館的牧羊人（高峰一景）[5]

### 廣播劇CD
- 新 職業・殺し屋。斬 ZAN（1）絶叫劇CD付き初回限定版（蜘蛛／志賀了）